# Minoritenkloster Neumarkt

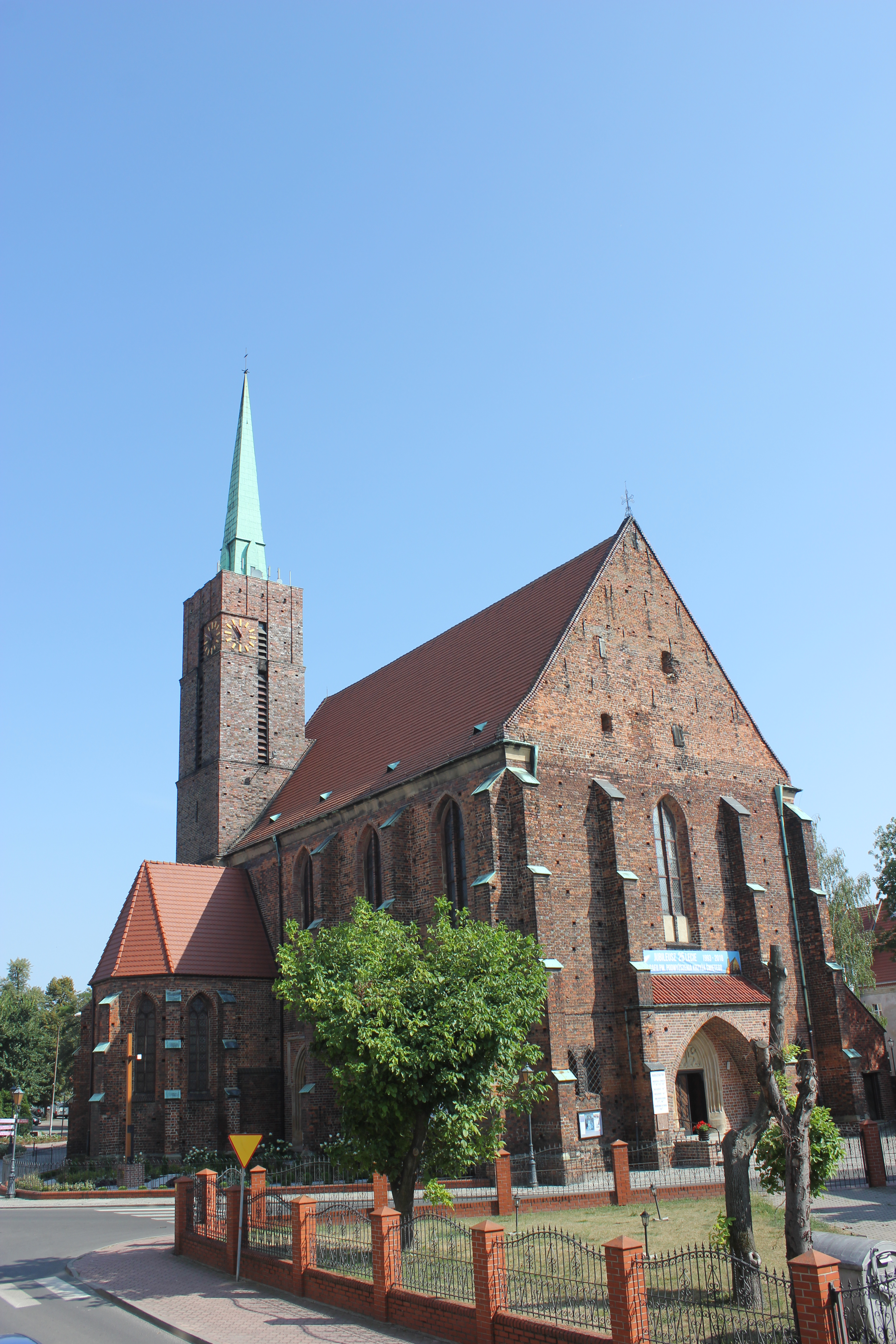
Ehemalige Klosterkirche der Minoriten

Das Minoritenkloster Neumarkt war eine Niederlassung der 1209 gegründeten Ordensgemeinschaft der Franziskaner (Ordo fratrum minorum, „Minderbrüder“) in der Stadt Neumarkt im Herzogtum Breslau in Schlesien, (seit 1945 Środa Śląska in der Woiwodschaft Niederschlesien in Polen). Das Kloster wurde um 1300 von Brüdern des damals noch ungeteilten Franziskanerordens gegründet; ein erster urkundlicher Nachweis stammt von 1318. 1428 wurde es von den Hussiten verwüstet, aber bald darauf wieder aufgebaut. 1507 wurde es nach den Martinianischen Konstitutionen reformiert. Mit dem Einzug der Reformation um 1525 verließen die Ordensbrüder ihr Kloster; 1527 stand es bereits leer. 
1675 übernahmen Minoriten der Böhmischen Ordensprovinz die Klostergebäude und -kirche. Die Kirche wurde in den Jahren vor 1700 renoviert, die hölzernen Konventsgebäude wurden 1722 durch ein Gebäude aus Stein ersetzt. 1810 wurde das Kloster säkularisiert.

## Lage
Die Klostergebäude lagen im Winkel zwischen der östlichen und südlichen Stadtmauer der Altstadt von Neumarkt. Die Klostergebäude und die dreischiffige gotische Klosterkirche sind erhalten. Die Klosterkirche hatte das Patrozinium zum Hl. Kreuz. Sie ist heute katholische Pfarrkirche zur Kreuzerhöhung.

## Geschichte
Das Kloster soll nach Lucius Teichmann um 1300 gegründet worden sein; ein erster urkundlicher Nachweis stammt allerdings erst von 1318. Eduard Mühle nennt eine Entstehungszeit von 1290 bis 1318. Beide Autoren nennen keine Stifter.
Der Konvent gehörte von Anfang an zur Sächsischen Franziskanerprovinz. Innerhalb der Organisation der Sächsischen Franziskanerprovinz wurde der Konvent in Neumarkt wahrscheinlich mit seiner Gründung an die Kustodie Breslau angeschlossen. 1340 ist der Konvent im „Provinciale vetistissima“ dann definitiv unter der Kustodie Breslau aufgeführt. Auch im „Liber conformitatum“ von 1390 erscheint der Konvent unter den Konventen der Kustodie Breslau. Kirchenrechtlich lag er im Gebiet des Bistums Breslau.
Nach Heyne umfasste der Sammelbezirk des Klosters die „Gegend um Glogau, Schwiebus, Wohlau, Winzig und den Landstrich an der polnischen Grenze“, gegen Morgen und Mittag die Gegend diesseits des Schweidnitzer Wassers. Der Konvent hatte im 15. Jahrhundert ein eigenes Hausstudium, in dem Novizen ausgebildet wurden.

### Besitzgeschichte
1331 hatte der Konvent von Joachim Radack, Erbherr auf Raschdorf, zum Seelenheil seiner und seiner Anverwandten und zum Heil der Armen ein Stück Wald, das Mönchswäldchen genannt, und eine Wiese in Raschdorf (?) erhalten. Die Klosterkirche war auf der West- und Nordseite von einem Areal umgeben, das als Friedhof vorgesehen war. Davon wurde etwas später ein Küchengarten abgeteilt.
1407 erhielt das Kloster drei Kelche geschenkt, die jedoch der Guardian und der Rat der Stadt Neumarkt in Verwahrung nehmen sollten.
1410 verglichen sich der Konvent zum Heiligen Kreuz und Peter der Müller über eine Messstiftung. Peter musste von seiner Mühle jährlich auf Johannis drei Mark Groschen und auf den Michaelstag vier Mark Groschen an das Kloster bezahlen.
Im selben Jahr stiftete Niklas Klonicz ein Messe in der Klosterkirche, für die er einen ihm zustehenden Zins von einer Mark an das Kloster übertrug. Ebenfalls eine Mark Zins stiftete Sigmunt Ragehose der Bäcker für ein Seelgerät im Kloster.
1428 wurde das Kloster von den Hussiten verwüstet, aber bald darauf wieder aufgebaut.
Nach Heyne hatte das Kloster „ehemals“ noch viele Äcker besessen, welche es von Spendern erhalten hatte. Diese wurden jedoch verkauft, um mit den Erlösen die Gebäude zu unterhalten bzw. nach Zerstörungen wieder aufzubauen.
Viele Fundationen und Vermächtnisse waren durch Kriegsereignisse, Brände und Pest im Laufe der Zeit erloschen. Das Kloster besaß auch ein kleines Kapital, das durch Spenden gebildet worden war.
Das Kloster hatte das Recht für den Eigenbedarf Bier zu brauen und war von der Akzise und anderen bürgerlichen Lasten befreit.

### Reform des Klosters
1507 wurde es nach den Martinianischen Konstitutionen reformiert. Die Liegenschaften wurden der Stadt übergeben bzw. von städtischen Beamten verwaltet.
Auf dem Generalkapitel des Ordens in Lyon 1518 wurde die Ordensprovinz Saxonia geteilt, nicht geographisch, sondern nach der Zugehörigkeit zur milderen oder strengeren Observanz. Die Klöster, die nach den Martinianischen Konstitutionen (mildere Observanz) organisiert waren, wurden in der Provinz Saxonia St. Johannis Baptistae vereinigt, die sog. Observanten (strengere Observanz) wurden in der Provinz Saxonia St. Crucis zusammengefasst. Der Konvent in Neumarkt wurde der Provinz Saxonia St. Johannis Baptistae zugeordnet. 1523 wurde die Kustodie Breslau von der Sächsischen Franziskanerprovinz abgetrennt und an die Böhmische (Minoriten-)Ordensprovinz angeschlossen.

### Das vorläufige Ende des Klosters
Mit dem Einzug der Reformation um 1525 verließen die Ordensbrüder ihr Kloster; 1527 stand es jedenfalls schon leer. Die zunehmend antiklösterliche Stimmung in der Bevölkerung beendete die Spenden, dem Kloster wurde die wirtschaftliche Grundlage entzogen. 1527 wurde die Klosterkirche der evangelischen Gemeinde übergeben. Die Konventsgebäude wurden als Hospital genutzt.
Im September 1623 drückte ein heftiger Orkan den steinernen Giebel der Kirche um. Er stürzte durch Dach, Balken und Gewölbe in das Kirchenschiff, auch die Seitenwände wurden anscheinend beschädigt. Lediglich der Chor blieb unversehrt. Anscheinend wurde die Kirche danach nur notdürftig wieder hergestellt.

### Die Wiederbesiedlung des Klosters
Schon 1629 verlangte der damalige Guardian von St. Dorothea in Breslau Aemilianus Cibo bei der Hauptmannschaft in Breslau, dass den Minoriten das Kloster in Neumarkt wieder eingeräumt werde. Allerdings konnte sich der Guardian Aemilianus Cibo mit seinem Anspruch nicht durchsetzen.
In der zweiten Hälfte des 17. Jahrhunderts erholten sich die Bettelorden besonders in Böhmen und Österreich. 1668 bemühten sich beide Franziskanische Orden, die Franziskaner(-Observanten) und die Minoriten (oder Franziskaner-Konventualen) um die Rückgabe der Klostergebäude in Neumarkt. Dadurch verzögerte sich die Rückgabe der Klostergebäude. Die Minoriten erhielten schließlich die Zusage, das Kloster wieder übernehmen zu können.
1675 wurde das Kloster von Minoriten aus dem Breslauer Konvent (Dorotheenkloster) neu besiedelt. Der Breslauer Konvent gehörte zur Böhmischen Minoritenprovinz. Am 3. Dezember 1675 wurden den Minoriten die Gebäude und die Kirche durch Oberamtsrat von Plenken und Stadtpfarrer Brückner übergeben. Die Gebäude waren in sehr schlechtem Zustand. In der Kirche drohte das Gewölbe einzustürzen. Da die Mittel sehr beschränkt waren, gingen die Renovierungsarbeiten kaum voran. 1694 wandten sich die Klosterbrüder an die Fürsten und schlesischen Stände. Mit Hilfe der nun reichlich(er) eingehenden Spenden konnte die Renovierung der Klosterkirche fertiggestellt werden. Die hölzernen Konventsgebäude waren nach wie vor in einem schlechten Zustand. Sie wurden erst 1722 durch ein zweiflügeliges Konventsgebäude aus Stein ersetzt. Ein besonderes Ereignis verdient noch Erwähnung: 1685 erhielt das Kloster eine Wasserleitung, mit der Wasser noch außerhalb der Stadt von der städtischen Wasserleitung abgezweigt und in das Kloster geleitet wurde. Der Konvent musste die Hälfte der Kosten tragen.
In die Konvente in Neumarkt und Breslau wurden Novizen aufgenommen, die dort ausgebildet wurden (Hausstudium). 1741 hatte das Kloster in Neumarkt sechs Novizen.

### Das Kloster in preußischer Zeit
Mit dem Einmarsch von Friedrich II. in Schlesien und dem Frieden von Berlin kam Schlesien 1742 an Preußen. Friedrich II. drängte Anfang der 1750er Jahre auf die Loslösung der schlesischen Klöster sämtlicher Orden von den jeweiligen Mutterprovinzen in Österreich, Böhmen und Mähren. 1754 bildete der Generalminister der Minoriten, Giovanni Battista Costanzo aus den sieben nun in Preußisch Schlesien gelegenen Minoritenklöstern der Böhmischen Ordensprovinz (Breslau (St. Jakobus), Minoritenkloster Glatz, Löwenberg, Neumarkt, Oberglogau, Oppeln und Schweidnitz) und den drei Klöstern der mährischen Ordensprovinz Beuthen, Cosel und Loslau, eine neue schlesische Minoritenprovinz zum hl. Nepomuk und der hl. Hedwig.
1752 hatte Guardian Cosmas Jäckel die Konventsgebäude mit Dachziegeln decken lassen; vorher waren sie mit Schindeln gedeckt. Einige Jahre später wurden die Schindeln auch vom Dach der Kirche genommen und durch Ziegel ersetzt. 1754 hatte der Konvent noch 17 Mitglieder, nämlich 12 Priester und fünf Laienbrüder. Um 1800 war der Konvent auf acht Mitglieder geschrumpft.

### Das Ende des Klosters
Mit dem Säkularisationsedikt des Königs Friedrich Wilhelm III. vom 30. Oktober 1810 wurde das Minoritenkloster Neumarkt vom preußischen Staat eingezogen. Am 23. November 1810 eröffnete der zum Aufhebungskommissar ernannte Landrat Nicolaus Otto Ferdinand von Debschütz des Kreises Neumarkt den letzten Ordensbrüdern, dass ihr Kloster aufgehoben sei. Bei der Aufhebung des Klosters 1810 zählte der Konvent noch fünf Mitglieder: den Guardian, drei Geistliche und einen Laienbruder. Der Wert des Klostervermögens betrug 12.522 Reichstaler. Mit der Aufhebung des Konvents in Neumarkt wie auch der übrigen Minoritenklöster in Schlesien erlosch auch die schlesische Minoritenprovinz zum hl. Nepomuk und der hl. Hedwig.
Die Klosterkirche wurde 1812 der evangelischen Gemeinde übergeben, die sie allerdings zunächst nicht zum Gottesdienst nutzte. 1845 war sie nach Heyne lediglich Lagerraum und in einem schlechten baulichen Zustand. Die Konventsgebäude wurden in eine Schule umgewandelt.

### Guardiane und andere Klosterämter
Der Guardian wurde vom Provinzkapitel ernannt. Die Amtszeit betrug in der Regel drei Jahre, eine Wiederwahl war möglich. Die geklammerten Zahlen in der Tabelle sind lediglich Nachweise, nicht der Zeitpunkt der Ernennung oder die Dauer der Amtszeit. Der Stellvertreter des Guardians war der Vikar.
| Amtszeit          | Guardian                                                                                | Sonstige Klosterämter und Anmerkungen |
| ----------------- | --------------------------------------------------------------------------------------- | --- |
| (1407)            | Matthias Wiesenthal/Wesental                                                            | |
| bis 1411          | Howecker                                                                                | |
| ab 1411           | Winkler                                                                                 | |
| 1433              | Petrus                                                                                  | |
| 1441              | Niclas von der Schweidnicz                                                              | |
| 1443              | Richard                                                                                 | |
| 1464              | Joannes Fasten                                                                          | |
| 1485, 1490, 1496  | Georg Grünclee                                                                          | |
| 1504              | Michael Pudenburg                                                                       | |
| 1507              | Antonius Kirchmann                                                                      | Valentinus, Lesemeister |
| 1510              | Tiburtius von Weißenfels                                                                | war auch Lesemeister |
| 1675              | Sylverius Pursche                                                                       | |
| 1736              | Amadeus Subert                                                                          | er war 1758 Guardian in Glatz, Cosmas Jäckel, Vikar |
| (1747)            | Hermannus Hudeck                                                                        | Hudeck war Dr. der Theologie und 1739 Guardian im Kloster Oppeln, Constantinus Kalckstein, Regens emeritus, Nicephorus Peipert, Vikar, Agatius Geiger, Sonntagsprediger, Thomasius Magwaldt, Festtagsprediger                                         |
| (1751) bis (1752) | Cosmas Jaeckel/Jäckel                                                                   | Jaeckel war 1758 Guardian in Schweidnitz, Constantinus Kalckstein, Definitor |
| (1754)            | Candidus Wunder                                                                         | er war 1758 Guardian in Löwenberg, 1751/52 Guardian in Schweidnitz, 1764 Provinzial der schlesischen Minoritenprovinz, 1754: Constantinus Kalckstein, Definitor perpetuus                                                                             |
| (1758)            | Ambrosius Würth                                                                         | er war 1754 Guardian in Schweidnitz, 1764 Guardian in Oberglogau, Heraclius Wagenknecht, Praesidens Conventus |
| (1764)            | Johann Caspar Jäckel                                                                    | Jäckel war auch Definitor, 1747 war er im Breslauer Konvent, 1758 Guardian in Schweidnitz, Alexius Jeltsch, Praesidens Conventus |
| (1769)            | Fulgentius Laube                                                                        | er war 1777 bis 1779 Guardian in Breslau, und von 1780 bis 1782 Provinzial der schlesischen Minoritenprovinz, Casparus Strauch, Vikar und Prediger |
| (1779)            | Daniel Heintze (* 8. April 1719, † 10. Mai 1797, 78 J., 1 M., 2. T, alt, in Oberglogau) | auch Doktor der Theologie, ehemaliger Provinzial, bis 1797 erneut Provinzial, Bonifacius Otto, Vikar, Edilbertus Katzer, Prediger |
| (1780)            | Elisaeus Graehl                                                                         | Daniel Heintze, Provinzial emeritus, Edilbertus Katzer, Prediger und Vikar |
| (1782)            | Daniel Heintze                                                                          | Heintze war Ex-Provinzial und Dr. der Theologie, Edilbertus Katzer, Prediger und Vikar, auch Theol. Praesent. |
| (1789)            | Magnus Adalbertus Katzer                                                                | Daniel Heintze, Ex-Provinzial, Justus Hellrung, Vikar |
| bis 1810          | Clarus Rösner († 14. August 1833 in Kanth, 80 Jahre alt)                                | letzter Guardian, wurde zunächst 1810 Administrator in Jakobskirch, 1811 Kapellan in Jordan (Krs. Schwiebus), 1812 Ruhestand in Kanth, Gotthard Keil († 1810, 75 Jahre alt), Philipp Neymann († 1811), Johann Nepomuk Schumann († 1820, 84 Jahre alt) |